# Peperomia tetragona
Peperomia tetragona är en pepparväxtart som beskrevs av Ruiz & Pav.. Peperomia tetragona ingår i släktet peperomior, och familjen pepparväxter. Inga underarter finns listade i Catalogue of Life.